# Hywel ab Owain Gwynedd
Hywel ab Owain Gwynedd (fallecido en 1170), fue Príncipe de Gwynedd en 1170, fue un poeta y líder militar galés. Era hijo de Owain Gwynedd, rey de Gwynedd, y de una mujer irlandesa llamada Pyfog. Por ello era también conocido como Hywel ap Gwyddeles (Hywel hijo de la irlandesa). Fue conocido también como el príncipe poeta por sus habilidades líricas.

## Biografía
Su padre Owain y su tío Cadwaladr entraron en guerra en 1143 cuando Cadwaladr resultó implicado en el asesinato del príncipe Anarawd ap Gruffydd de Deheubarth, aliado y futuro yerno de Owain, en la víspera de la boda de Anarawd con la hija de Owain. Owain llevó a cabo una política diplomática basada en crear vínculos con otros gobernantes galeses a través de matrimonios dinásticos, y las disputas fronterizas de Cadwaladr y el asesinato de Anarawd amenazaban su credibilidad.
Como gobernante de Gywinedd, Owain despojó a Cadwaladr de sus tierras y envió a Hywel a Ceredigion para incendiar el castillo de Cadwaladr en Aberystwyth. Cadwaladr huyó a Irlanda y reclutó una flota Nórdica en Dublín, intentando que Owain le restituyera su posición. Aprovechando esta disputa fraternal, y quizá con el consentimiento tácito de Cadwaladr, los lores de las Marcas Galesas aprovecharon para lanzar incursiones en Gales. Dándose cuenta de lo complejo de la situación, Owain llegó a un acuerdo con Cadwaladr y le restituyo sus tierras. La paz entre ambos hermanos duró hasta 1147, cuando un suceso desconocido llevó a Hywel y a su hermano Cynan a expulsar a Cadwaladr de Meirionydd y Ceredigion, con Cadwaladr retirándose a Môn. Nuevamente hubo acuerdo, y Cadwaladr retuvo Aberffraw hasta 1153, cuando fue obligado a exiliarse en Inglaterra, con su esposa, hermana de Gilbert de Clare, y sobrina de Ranulph de Gernon, II conde de Chester.
En 1146, tras la muerte de su primogénito y elding, Rhun, Owain Gwynedd se sumió en una profunda depresión, hasta que fue informado de que Mold castle en Tegeingl (Flintshire) había caído, "[recordando a Owain] que aún tenía un país por el que vivir," escribió Sir John Edward Lloyd.
Como hijo mayor superviviente, Hywel sucedió a su padre en 1170 como Prince de Gwynedd de acuerdo con la ley y costumbres galesas. Sin embargo, el nuevo príncipe tuvo que afrontar inmediatamente un golpe de Estado instigado por su madrastra Cristin, reina viuda de Gwynedd. Cristin conspiró para que su hijo mayor Dafydd usurpara el Trono de Gwynedd a Hywel, y con Gwynedd dividido entre Dafydd y sus otros hijos Rhodri y Cynan. La rapidez con la que actuaron sugiere que la conspiración había comenzado a tramarse antes de la muerte de Owain. Además, la total sorpresa de los hijos mayores de Owain sugiere que el plan había sido mantenido en secreto.
Hywel se vio obligado a huir a Irlanda, regresando poco después ese mismo año con una flota hiberno-nórdica que desembarcó en Mona, donde pudo haber recibido el apoyo de Maelgwn. Dafydd desembarcó igualmente su ejército y cogió desprevenido a Hywell en Pentraeth, derrotándolo y matándolo. Tras su muerte, los hijos supervivientes de Owain llegaron a acuerdos con Dafydd. Iorwerth recibió los cantrefs de Arfon y Arllechwedd, con sede en Dolwyddelan, Maelgwn retuvo Ynys Môn, y Cynan recibió Meirionydd. Sin embargo, en 1174, Iorwerth y Cynan estaban muertos y Maelgwn y Rhodri habían sido encardelados por Dafydd, que ahora controlaba todo Gwynedd.